# Frank Sivero
Frank Sivero (Sicilia, 6 de enero de 1952) es un actor italiano, nacionalizado estadounidense, conocido principalmente por sus papeles como Genco Abbandando en El Padrino II de Francis Ford Coppola y como Frankie Carbone en Goodfellas de Martin Scorsese.
Sivero nació como Francesco Lo Giudice en Sicilia, Italia, y creció en Brooklyn, Nueva York. Se lo puede ver como extra en la primera parte de El Padrino (1972) como uno de los presentes durante la brutal paliza de Sonny Corleone sobre su cuñado, Carlo. El director Martin Scorsese le dio el papel de Frankie Carbone después de ver su actuación en El Padrino II.

## Filmografía
- Hotel California (2008) - Sal
- Ring of Death (2008) - Tommy Micelli
- Eddie Monroe (2006) - Angelo
- The Aviator (2004) - Photographer
- Final Breakdown (2002) - LaTrenta
- The Devil and Daniel Webster (2001) - Luigi
- Little Nicky (2000) - Alumni Hall Announcer
- Mariah #1's (1999) - Henchman
- Foolish (1999) - Giovanni
- Carlo's Wake (1999) - Uncle Leo
- Urban Relics (1998) - Tommy Two-Lips
- The Wedding Singer (1998) - Andy
- Dumb Luck in Vegas (1997) - Snake
- Possessed by the Night (1994) - Murray Dunlap
- Fist of Honor (1993) - Frankie Pop
- Cop and ½ (1993) - Chu
- Painted Desert (1993) - Johnny
- Amazing Stories: Book One (1992) - Franky
- Goodfellas (1990) - Frank Carbone
- Crossing the Mob (1988) - Frank
- The Galucci Brothers (1987) - Frankie
- 52 Pick-Up (1986) - Vendor
- Ruthless People (1986) - The Mugger
- The Ratings Game (1984) - Bruno
- Fear City (1984) - Mobster #2
- Blood Feud (1983) - Anthony Russo
- Fighting Back (1982) - Frank Russo
- Going Ape! (1981) - Bad Habit
- Fyre (1979) - Pickpocket
- The Billion Dollar Hobo (1977) - Ernie
- New York, New York (1977) - Eddie DiMuzio
- El Padrino II (1974) - Genco Abbandando
- The Gambler (1974) - Donny's driver
- Shamus (1973) - Bookie
- El Padrino (1972) - Fabrizio's Friend